# Disney Channel Holiday
Disney Channel Holiday es un álbum recopilatorio navideño lanzado el 16 de octubre de 2007 en los Estados Unidos y el 7 de enero de 2008 en Argentina. El álbum contiene canciones interpretadas por varios artistas musicales asociados o popularizados por Disney Channel, en el cual cantan sus propias versiones de canciones navideñas. Algunas canciones fueron producidas con anterioridad a la realización de este álbum, mientras que otras fueron grabadas especialmente para él. En Canadá el disco fue lanzado con nombre Family Channel Holiday, ya que Family Channel es la versión canadiense de Disney Channel. El álbum tuvo la posición #32 en Billboard 200, y desde enero de 2008 ha vendido más de 200 000 copias.

## Lista de canciones
| 1  | "Rockin' Around the Christmas Tree"      | Miley Cyrus como Hannah Montana | 2:22 |    |                         |                |      |
| 2  | "Girl Of My Dreams"                      | Jonas Brothers                  | 3:12 |    |                         |                |      |
| 3  | "Have Yourself a Merry Little Christmas" | The Cheetah Girls               | 2:34 |    |                         |                |      |
| 4  | "Last Christmas"                         | Ashley Tisdale                  | 3:39 |    |                         |                |      |
| 5  | "This Christmastime"                     | Corbin Bleu & Vanessa Hudgens   | 3:28 |    |                         |                |      |
| 6  | "Home For The Holidays"                  | Keke Palmer                     | 2:31 |    |                         |                |      |
| 7  | "Best Time Of The Year"                  | Christy Carlson Romano          | 2:43 |    |                         |                |      |
| 8  | "Run Rudolph Run"                        | Billy Ray Cyrus                 | 3:09 |    |                         |                |      |
| 9  | "Celebrate Love"                         | Jordan Pruitt                   | 4:03 |    |                         |                |      |
| 10 | "Let It Snow"                            | Lucas Grabeel                   | 3:11 |    |                         |                |      |
| 11 | "Jingle Bells (A Hip Hop Carol)"         | Kyle Massey                     | 2:56 |    |                         |                |      |
| 12 | "Greatest Time of Year"                  | Aly & AJ                        | 3:38 |    |                         |                |      |
| 13 | "Christmas Vacation"                     | Monique Coleman & Zac Efron     | 3:27 |    |                         |                |      |
| 14 | "I'll Be Home for Christmas"             | Drew Seeley                     | 3:35 | 12 | "Greatest Time of Year" | noah ried 2015 | 3:38 |

## Producción
Aunque la mayoría de las canciones fueron grabadas específicamente para el álbum, algunas canciones fueron registradas con anterioridad a la producción del álbum. Ashley Tisdale había publicado "Last Christmas" como un sencillo en 2006, el mismo año en que Miley Cyrus interpretó "Rockin' Around the Christmas Tree" en el Magic Kingdom Christmas Day Parade. También en 2006, Aly & AJ liberaron "Greatest Time of Year" como un sencillo de su álbum Acoustic Hearts of Winter. El 24 de noviembre de 2007, a las 7:00 p. m. (UTC-5), el disco fue lanzado en Radio Disney. El evento fue organizado por Drew Seeley, quien canta una canción en el CD también. Ashley Tisdale y Corbin Bleu realizaron sus canciones del álbum en el Macy's Thanksgiving Day Parade 2007. Un video musical de Corbin Bleu de "This Christmastime" se estrenó en Disney Channel en diciembre de 2007.

## Singles
1. Ashley Tisdale - "Last Christmas".
2. Miley Cyrus - "Rockin' Around The Christmas Tree".
3. Aly & AJ - "Greatest Time of Year".
4. Corbin Bleu - "This Christmastime".

## Videos
1. Corbin Bleu - "This Christmastime".

## Relacionados
- DisneyMania Series
- Radio Disney Jams Series
- Disney Channel - Christmas Hits
- Pop It Rock It! y Pop It Rock It 2: It's On!
- Disney Channel Playlist y Disney Channel Playlist 2
- Disney Channel Hits: Take 1 y Disney Channel Hits: Take 2
- Los Grandes Éxitos de Disney Channel (The Very Best of Disney Channel)